# Estação Tepito
A Estação Tepito é uma das estações do Metrô da Cidade do México, situada na Cidade do México, entre a Estação Morelos e a Estação Lagunilla. Administrada pelo Sistema de Transporte Colectivo, faz parte da Linha B.
Foi inaugurada em 15 de dezembro de 1999. Localiza-se no cruzamento do Eixo 1 Norte com o Eixo 1 Oriente. Atende o bairro Morelos, situado na demarcação territorial de Cuauhtémoc. A estação registrou um movimento de 8.151.741 passageiros em 2016.